# 建始 (慕容詳)
建始（けんし）は、五胡十六国時代、後燕の皇帝を僭称した慕容詳により使用された元号。397年5月 - 7月。
397年、北魏の拓跋珪が後燕首都である中山を包囲した際、慕容宝は部下を率いて籠城し、永康の元号を398年まで使用していた。しかし北魏軍が退却すると、後燕の貴族であった慕容詳が南燕皇帝を称して自立、建始と改元している。慕容詳は後に殺害され、代わって慕容麟が自立し、延平と改元した。

## 西暦・干支との対照表
| 建始 | 元年  |
| 西暦 | 397年 |
| 干支 | 丁酉  |